# KRX TMI
KRX TMI(KRX Total Market Index)는 유가증권 시장과 코스닥 시장을 모두 반영하는 대한민국의 시황 지수로, 2025년 1월 13일 출범하였다.

## 산출과 구성
KRX TMI는 유동 시가총액 가중 방식을 채택하였으며, 코스피와 코스닥 전체에서 투자 가능 적격 종목으로 구성되어 있으며, 구성 종목 수는 2,289개이다. 소속 시장과 무관하게 개별 종목의 시가총액 규모만을 기준으로 분류하여 '통합 시장 규모별 지수'를 추가 산출하는 KRX 규모별 TMI도 존재한다. 기준 시점은 2010년 4월 1일이며 기준점은 1,000포인트이다. 정기변경은 매년 3·6·9·12월 선물만기일 다음 거래일로 연 4회 진행된다.
- 중대형주: 누적시총 94% 이상 종목
- 중형주: 중대형 중 KRX300 제외 종목
- 소형주: 누적시총 94~99% 종목
- 초소형주: 누적시총 99% 미만 종목

## 같이 보기
- S&P 500
- 토픽스